# Bit.Trip Presents Runner 2: Future Legend of Rhythm Alien
Pour les articles homonymes, voir Runner (homonymie).
Bit.Trip Presents Runner 2: Future Legend of Rhythm Alien est un jeu vidéo de plates-formes en rythme développé par Gaijin Games et édité par Aksys Games, sorti le 26 février 2013 sur Windows, PlayStation 3, Wii U et Xbox 360. C'est la suite de Bit.Trip Runner sorti trois ans plus tôt.

## Accueil
- Canard PC : 7/10[1]